# Јутоастеци
Јутоастеци су породица народа која насељава простор Средње Америке и западног дела САД-а. Народи који припадају овој породици говоре јуто-астечким језицима. Према „Етнологу” укупан број језика који припадају овој породици језика је 61, а укупан број људи који њима говоре је 1.910.922.

## Подгрупе
Јутоастеци се према језицима које говоре могу сврстати у 6 група и 2 изолована народа у оквиру породице, од којих: 2 групе и 2 изолована народа чине шошонски одељак, 3 групе чине сонорански одељак и 1 група чини навански одељак. Сонорански и навански одељак чине Јужне Јутоастеке, док шошонски одељак представља Северне Јутоастеке;
Северни Јутоастеци:
- Шошонски одељак (У САД):

- Нумичка (Плато Шошонска) група:

- Западнонумичка подгрупа:

- 1) Моно
- 2) Северни Пајути (укључује и Баноке)

- Централнонумичка подгрупа:

- 3) Шошони
- 4) Команчи
- 5) Тимбиша (или Панаминт)

- Јужнонумичка подгрупа:

- 6) Каваису
- Колорадо Ривер

- 7) Јути
- 8) Јужни Пајути
- 9) Чимеуеви

- 10) Тубатулабал
- Такичка (у јужној Калифорнији) група:

- Серанска подгрупа:

- 11) Серано
- 12) Китанемук
- 13) Тонгва (или Габриелењо и Фернандењо)
-  ?Татавијам (или Аликлик)

- Купанска подгрупа:

- 14) Луисењо (или Пајомкавичум)
- 15) Хуанењо (или Ахашима)
- 16) Кавија
- 17) Купењо
-  ?Николењо

- 18) Хопи

Јужни Јутоастеци:
- Сонорански одељак

- Тепиманска (или Пимичка или Пиманска) група:

- Пима-Папаго (или Оодхам)

- 19) Папаго (или Тохоно Оодхам)
- 20) Сенд Папагос (или Хиа Си-ид Оодхам или Аренењос)
- 21) Пима (или Акимел Оодхам)

- 22) Пима Бахо (или Доњи Пима или Нивоме)
- 23) Тепекано
- 24) Тепехуан (или Тепекано или Оотхам)

- Таракахитичка (или Таракахитанска или Јакијска) група:

- Тарахумаранска подгрупа:

- 25) Тарахумара (или Рарамури)
- 26) Варихијо

- Кахитанска подгрупа:

- 27) Јаки (или Јоеме)
- 28) Мајо (или Јореме)

- 29) Тубар
- 30) Опата (подгрупе су: Еудеве, Тегуима (или Оре) и Јова)

- Корачолска (или Коранска) група:

- 31) Кора
- 32) Хуичол (Вираритари)

- Навански (Астечки) одељак:

- Наванска (Астечка) група:

- 33) Астеци (Нава)
- 34) Пипил
- 35) Покутек